# ليونتوبوليس (مصر الجديدة)
ليونتوبوليس، هو الاسم اليوناني لمنطقة تل اليهودية الحديثة هي مدينة قديمة في مصر في القرن الثالث عشر ضمن مقاطعات من مصر السفلى على فرع من النيل. يشتهر هذا الموقع بالفخار المميز المعروف باسم فخار تل اليهودية.

## اكتشاف
| N35 · G1 | M17 | M17 | Z3 | X1 · G1 | O6 | X1 · O1 | O49 |

| N35 · G1 | M17 | M17 | Z3 | X1 · G1 | O6 | X1 · O1 | O49 |

حدد لينانت الموقع في عام 1825  ولكن نيبور قام بتحديده في وقت سابق في أواخر القرن الثامن عشر.

## مرفقات الأعمال الترابية
يحتوي الموقع على بعض مرفقات الأعمال الترابية الضخمة المستطيلة من أواخر المملكة الوسطى أو الفترة الانتقالية الثانية حيث يبلغ قياسهم حوالي 515 مترًا في 490 مترًا وقد يكون هدفهم دفاعيًا. فهذه الجدران الترابية منحدرة وملصقة على الوجه الخارجي وعمودية تقريبًا على الوجه الداخلي فلا توجد موازيات مصرية لمثل هذا الهيكل وغالبًا ما يتم تفسير هذا العلبة على أنها حصن بناه الهكسوس ويُعرف عمومًا باسم «معسكر الهكسوس». توجد أيضًا مقابر من عصر الدولة الوسطى وما بعدها، كما تم التنقيب عن معبد وقصر لرمسيس الثاني وقصر لرمسيس الثالث به بعض الزخارف الجميلة.

## معبد يهودي
في عهد بطليموس السادس فيلوميتور (180-145 قبل الميلاد) فقد أسس الكاهن اليهودي المنفي أونياس الرابع معبد على غرار معبد القدس. وازدهرت المستعمرة العبرية هناك والتي اجتذبت بتأسيس عبادتها الوطنية في ليونتوبوليس والتي زادها اللاجئون من اضطهاد الملوك السلوقيين في يهودا لأكثر من ثلاثة قرون بعد ذلك. فبعد اندلاع الحرب اليهودية تم إغلاق معبد ليونتوبوليس في القرن الأول الميلادي وسط رد فعل عنيف عام ضد اليهودية.

## صالة عرض

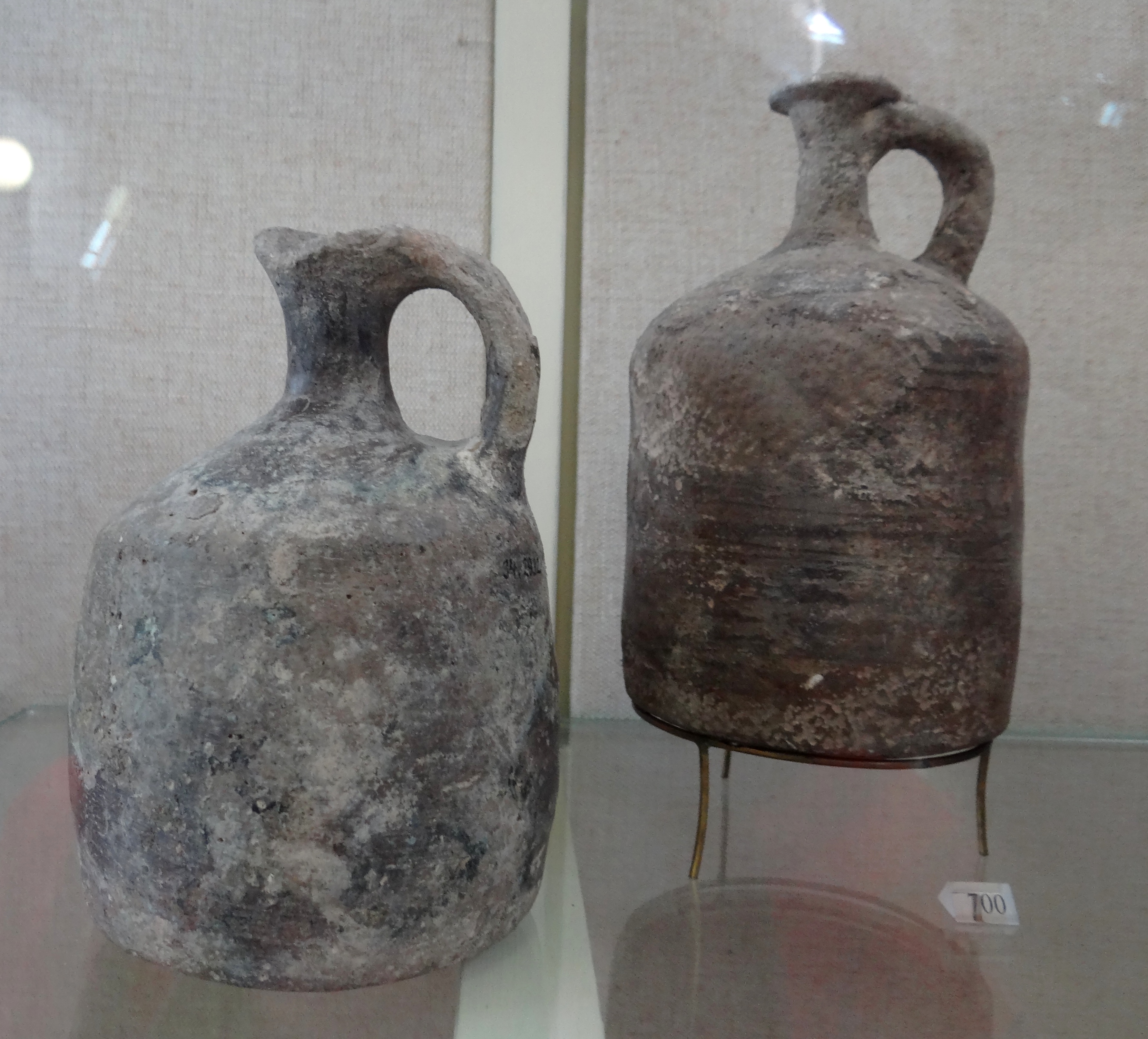
اباريق ، ادوات تاريخية في منطقة تل اليهودية. متحف روكفلر
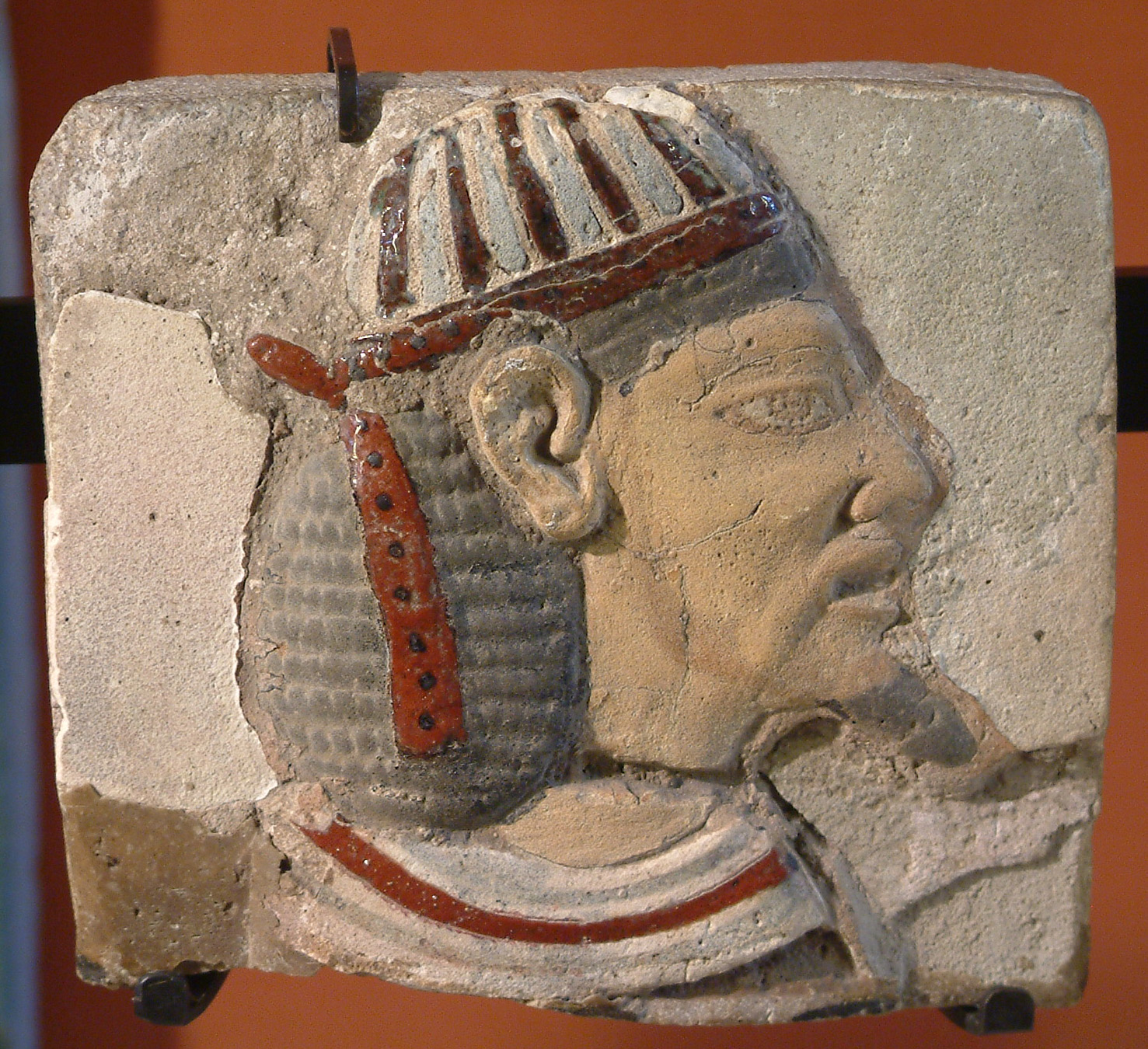
رأس سجين آسيوي ، قطعة من الخزف ، في منطقة تل اليهودية (1184-1153 قبل الميلاد)
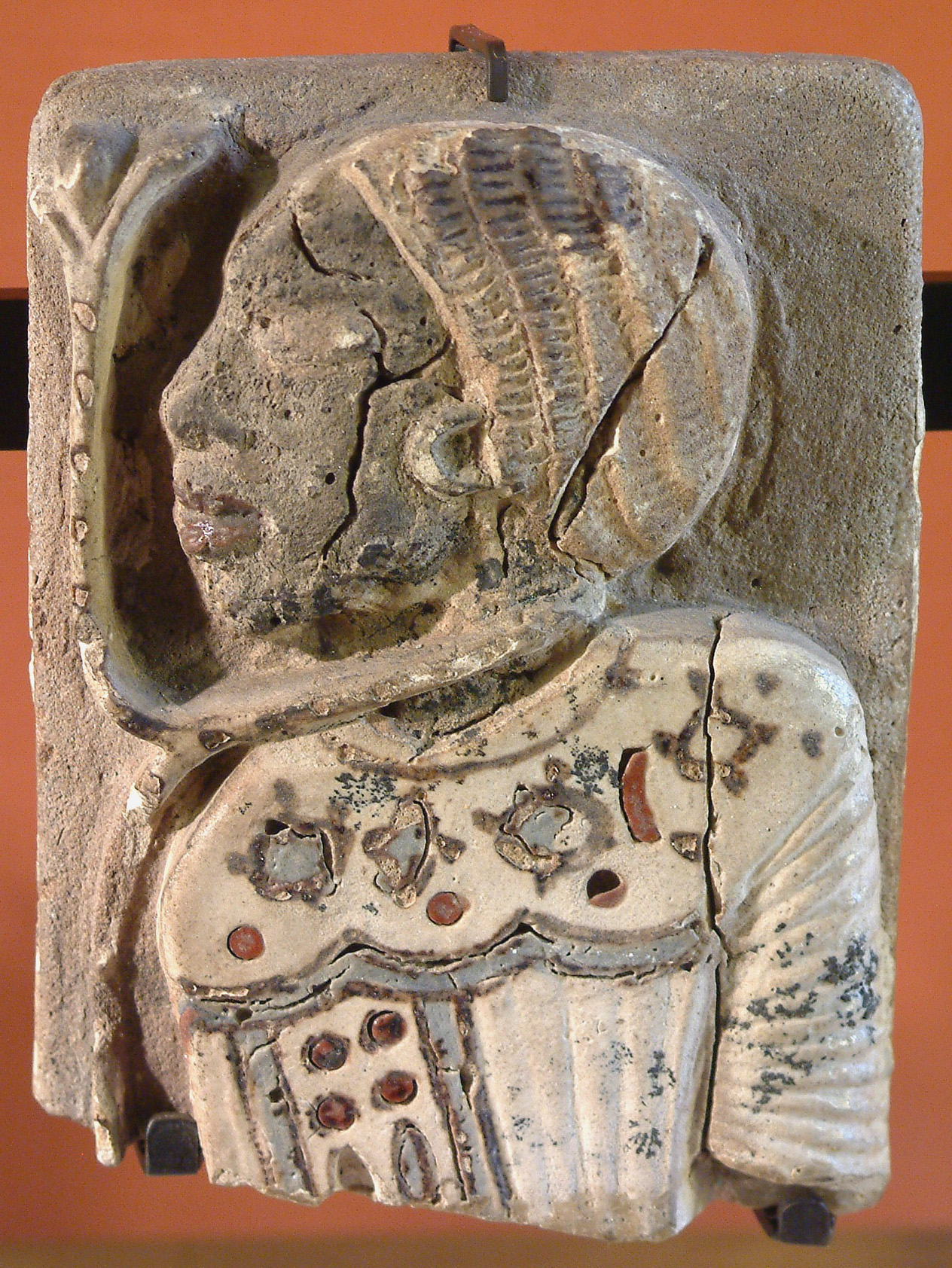
زخرفة الخزف من العدو من قصر رمسيس الثالث في منطقة تل اليهودية. متحف اللوفر

## اقتباسات
1. ↑   http://imperium.ahlfeldt.se/places/21714.html. {{استشهاد ويب}}: |url= بحاجة لعنوان (مساعدة) والوسيط |title= غير موجود أو فارغ (من ويكي بيانات) (مساعدة)
2. ↑  Gauthier، Henri (1926). Dictionnaire des Noms Géographiques Contenus dans les Textes Hiéroglyphiques Vol. 3. ص. 68.
3. ↑  Naville, 1890, p5, "the first account... who visited the place in 1825"
4. ↑  Linant, Memoires, p.139: "Oniosa, Castra Jndceorum. — A 20 kilomètres d'Héliopolis, au nord, on voit un grand monticule de décombres qui sont les restes d'une très-grande ville : ce monticule se nomme Tel-Yeuhoud ou Monticule des Juifs" نسخة محفوظة 27 مايو 2015 على موقع واي باك مشين.
5. ↑  Niebuhr in Egypt, p151-152 نسخة محفوظة 7 مارس 2016 على موقع واي باك مشين.
6. ↑  Tell el-Yahudiya at egyptsites.wordpress.com نسخة محفوظة 27 أكتوبر 2020 على موقع واي باك مشين.
7. ↑  Joseph. Ant. Jud. xiii. 3. § 3; Hieronym. in Daniel. ch. xi.
8. ↑  Joseph. B. Jud. vii. 10. § 4

## روابط خارجية
- Archaeologic survey
- Tell el-Yahudiya at egyptsites.wordpress.com